# Ginestet
Ginestet is een gemeente in het Franse departement Dordogne (regio Nouvelle-Aquitaine) en telt 737 inwoners (1999). De plaats maakt deel uit van het arrondissement Bergerac.

## Geografie
De oppervlakte van Ginestet bedraagt 13,1 km², de bevolkingsdichtheid is 56,3 inwoners per km².
De onderstaande kaart toont de ligging van Ginestet met de belangrijkste infrastructuur en aangrenzende gemeenten.

## Demografie
Onderstaande figuur toont het verloop van het inwonertal (bron: INSEE-tellingen).